# Film (film, 1965)
Pour les articles homonymes, voir Film (film).
Pour plus de détails, voir Fiche technique et Distribution.
Film est un film expérimental écrit par Samuel Beckett et réalisé par Alan Schneider en 1965.

## Synopsis
Ce court-métrage muet d'une vingtaine de minutes montre le parcours d'un homme qui terrifie tout le monde sur son passage, hommes, femmes, animaux, etc. On le voit longer un mur, évitant tous les regards, puis monter dans une pièce où il s'enferme. Il en fait sortir le chaton et les deux petits chiens qui s'y trouvent, recouvre la cage d'un perroquet, le bocal d'un poisson, un miroir, puis déchire un portrait cloué au mur, pour enfin aller s'asseoir dans une chaise à bascule. Il sort d'une enveloppe quelques photos de famille, qu'il finit par déchirer à leur tour. Quand enfin il semble avoir annulé tout regard sur lui, il s'assoupit paisiblement dans la chaise. Mais il se réveille en se retrouvant face à son double qui le regarde droit dans les yeux. On découvre alors le visage du personnage : un borgne.

## Fiche technique
- Titre : Film
- Réalisation : Alan Schneider
- Scénario : Samuel Beckett
- Photographie : Boris Kaufman
- Société de production : Grove Press / Evergreen Films
- Pays de production :  États-Unis
- Durée : 24 minutes
- Noir et blanc
- Dates de sortie :
  - Italie : 4 septembre 1965 (Mostra de Venise 1965)
  - États-Unis : 8 janvier 1966
  - France : 29 novembre 2006 (sortie DVD)

## Distribution
- Buster Keaton : l'homme
- Nell Harrison : un passant
- James Karen : un passant

## Interprétation
Gilles Deleuze donne une analyse de Film dans Critique et Clinique
et part de la citation de l'évêque George Berkeley : « Esse est percipi aut percipere » (« être, c'est être perçu ou percevoir »). Il la relie à tous les événements du film : l'homme du film se dérobe au regard des passants ; arrivé chez lui, il se dérobe au regard de ses animaux, au regard des photos, à son propre regard. Il s'assoupit et quand il se réveille il est face à lui-même, il se cache les yeux.
Dans L'image-mouvement (chapitre IV), Deleuze analyse également Film, le prenant comme modèle pour définir les trois catégories de l'image-mouvement (image-perception, image-action, image-affection) et illustrer leur évitement possible.

## Récompense
Film a obtenu le Prix du mérite à la Mostra de Venise de 1965.